# Stadio Valentino Mazzola (Santarcangelo di Romagna)
Lo stadio comunale Valentino Mazzola di Santarcangelo di Romagna è uno stadio multiuso oggi utilizzato prevalentemente per le partite casalinghe del Santarcangelo Calcio.

## Storia
La Santarcangiolese, questo il nome della squadra all'epoca, vi iniziò a giocare a partire dai primi anni '70.
Prima di approdare al Mazzola, la formazione gialloblu disputava le proprie partite interne presso il Campo della Fiera e presso l'area Francolini.
Nell'ottobre 2002, dopo alcuni mesi, l'impianto è stato riaperto una volta terminati i lavori di rifacimento del campo e della pista d'atletica.
Con la promozione in Lega Pro Seconda Divisione ottenuta dal Santarcangelo al termine del campionato 2010-2011, ulteriori lavori (tra cui un settore ospiti da 948 posti) si sono resi necessari per adeguare lo stadio agli standard imposti dalla Lega.
Lo stadio è intitolato alla memoria di Valentino Mazzola (1919-1949), l'indimenticato capitano del Grande Torino deceduto nella Tragedia di Superga del 4 Maggio 1949.

## Descrizione
La capienza ufficiale dello stadio è di 2 064 posti: 1 116 compongono la tribuna centrale, interamente coperta e i restanti 948 il settore ospiti scoperto.
Intorno allo stadio sono presenti altri campi, in erba naturale o sintetica, presso cui si svolgono gli allenamenti della prima squadra e delle giovanili. Nei pressi del "Mazzola" sorgono anche il palasport cittadino e un circolo tennis.